# لری ویلمور
لری ویلمور (انگلیسی: Larry Wilmore؛ زادهٔ ۳۰ اکتبر ۱۹۶۱) بازیگر، فیلم‌نامه‌نویس، کمدین، بازیگر تلویزیون، روزنامه‌نگار، مجری تلویزیون، تهیه‌کننده فیلم، پادکست‌ساز، و تهیه‌کننده تلویزیونی اهل ایالات متحده آمریکا است.
از فیلم‌ها یا برنامه‌های تلویزیونی که وی در آن نقش داشته‌است، می‌توان به پایان خوش، آشنایی با مادر، نمایش روزانه، دوستت دارم، مرد، شام برای احمق‌ها، خون‌آشام‌ها، جری و مارج پولدار می‌شوند و رختشویگاه اشاره کرد.